# اچ‌ام‌اس توپاز (۱۸۵۸)
اچ‌ام‌اس توپاز (۱۸۵۸) (به انگلیسی: HMS Topaze (1858)) یک کشتی بود که طول آن ۲۳۵ فوت (۷۲ متر) بود. این کشتی در سال ۱۸۵۸ ساخته شد.